# Jealousy (相川七瀬の曲)
「Jealousy」（ジェラシー）は、相川七瀬14枚目のシングル。1999年9月29日発売。

## 解説
アルバム『FOXTROT』収録シングル曲の中で一番売上が低いがオリコンTOP10入り。「LIKE A HARD RAIN」から本作まで12作連続でオリコンTOP10入り。

## 収録曲
作詞：相川七瀬　作曲・編曲：織田哲郎（特記以外）
1. Jealousy
花王「ラビナス」CMソング。
2. 憂鬱な月を抱きながら
間奏に尺八のような音が入っている。
3. Motor☆Girl
  - 作詞：織田哲郎　編曲：武内基朗

DON'T LOOK BACK「Motor Man」カバー。

## 収録アルバム
Jealousy
- FOXTROT
- ID：2
- NANASE AIKAWA BEST ALBUM "ROCK or DIE"（メモリアル盤のみ）